# Приграничные сражения (1967)

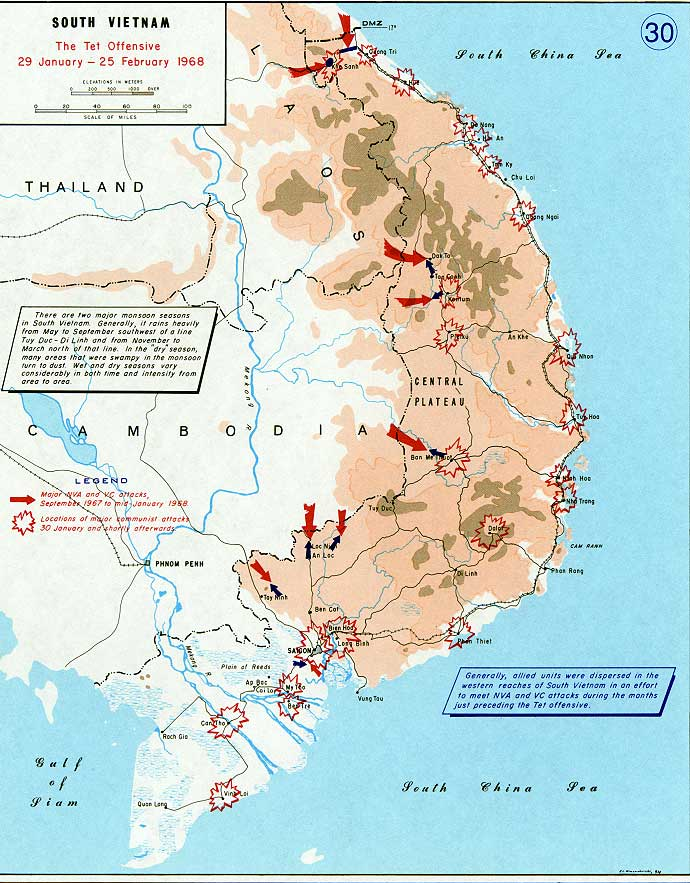
Карта Южного Вьетнама. Стрелками показаны места «пограничных сражений»

Приграничные сражения (англ. Border Battles) — принятое в американской военно-исторической литературе название ряда сражений в ходе войны США во Вьетнаме.
Приграничные сражения состоялись осенью 1967 года. Во всех случаях их инициатором было северовьетнамское военное командование. При этом оно преследовало следующие стратегические цели: отвлечь внимание американского командования от прибрежных и центральных районов Южного Вьетнама, а также заставить его перебросить как можно большее количество подразделений из городов в периферийные районы страны на границе с Лаосом и Камбоджей. Предусматривалось также нанести максимальные потери противнику. Всё это делалось в преддверии первого широкомасштабного наступления сил НФОЮВ и северовьетнамской армии, нацеленного в первую очередь на города Южного Вьетнама.
Первым в серии приграничных сражений считается осада базы морской пехоты Контхиен в сентябре 1967 года. Затем северовьетнамские войска совершили ряд других вооружённых акций в разных районах страны. Спровоцированное ими сражение при Дакто (ноябрь 1967 года) стало одним из крупнейших и самых ожесточённых сражений Вьетнамской войны. Менее масштабные акции продолжались в декабре 1967 и январе 1968 года, вплоть до начала Тетского наступления. В целом северовьетнамскому командованию удалось заставить генерала Уэстморленда перебросить ряд подразделений в не имевшие военного значения районы, тем самым ослабив защиту многих городов. Однако Тетское наступление по ряду причин оказалось лишено фактора полной неожиданности, что сыграло свою роль в его провале.